# 林努斯·瓦赫奎斯特
林努斯·瓦赫奎斯特（瑞典語：Linus Wahlqvist；1996年11月11日—）是一位瑞典足球運動員。在場上的位置是後衛。他現在效力於瑞典足球超級聯賽球隊諾高平體育會。他也代表瑞典U17國家隊參賽。